# Olszyniec (Walim)
Olszyniec (deutsch: Erlenbusch, auch Nieder Tannhausen) ist ein Ort in der Landgemeinde Walim im Powiat Wałbrzyski der Woiwodschaft Niederschlesien in Polen.

## Geografie
Olszyniec ist rund zwei Kilometer lang. Es liegt zwischen Eulengebirge und Waldenburger Bergland im Tal der Schweidnitzer Weistritz.

## Geschichte
Die erste Erwähnung von Erlenbusch stammt aus dem Jahr 1335. Im 18. Jahrhundert entwickelte es sich zu einem Weberzentrum. 1825 gab es im Dorf 31 Häuser, im Jahr 1840 kamen eine Wassermühle, ein Sägewerk und eine Brennerei dazu. 1904 wurde eine Eisenbahnlinie durch den Ort gebaut, die jedoch keinen Einfluss auf seine Entwicklung hatte. In den Jahren 1944–1945 befand sich im Ort eine Außenstelle des Konzentrationslagers Groß-Rosen.
Als Folge des Zweiten Weltkriegs fiel Erlenbusch 1945 mit dem größten Teil Schlesiens an Polen. Nachfolgend wurde es in Olszyniec umbenannt. Die deutsche Bevölkerung wurde, soweit sie nicht vorher geflohen war, weitgehend vertrieben. Die neu angesiedelten Bewohner waren teilweise Zwangsumgesiedelte aus Ostpolen, das an die Sowjetunion gefallen war.
1975–1998 gehörte Olszyniec zur Woiwodschaft Wałbrzych (deutsch Waldenburg).

## Sehenswürdigkeiten
- Zweitürmige Filialkirche St. Joachim und St. Anna (Kościół ewangelicki, nach 1945 Kościół filialny pw. św.ŚŚ. Joachima i Anny) wurde 1593 an der Stelle eines Vorgängerbaus, der 1335 erwähnt wurde, erbaut. Die Füllungen der sechzehn Felder der Kassettendecke von 1611 sind mit Tapetenmustern der Spätrenaissance geschmückt. Den Taufstein stiftete Graf Holstein-Gottorp, dessen Sohn hier während des Dreißigjährigen Kriegs getauft wurde.[1]

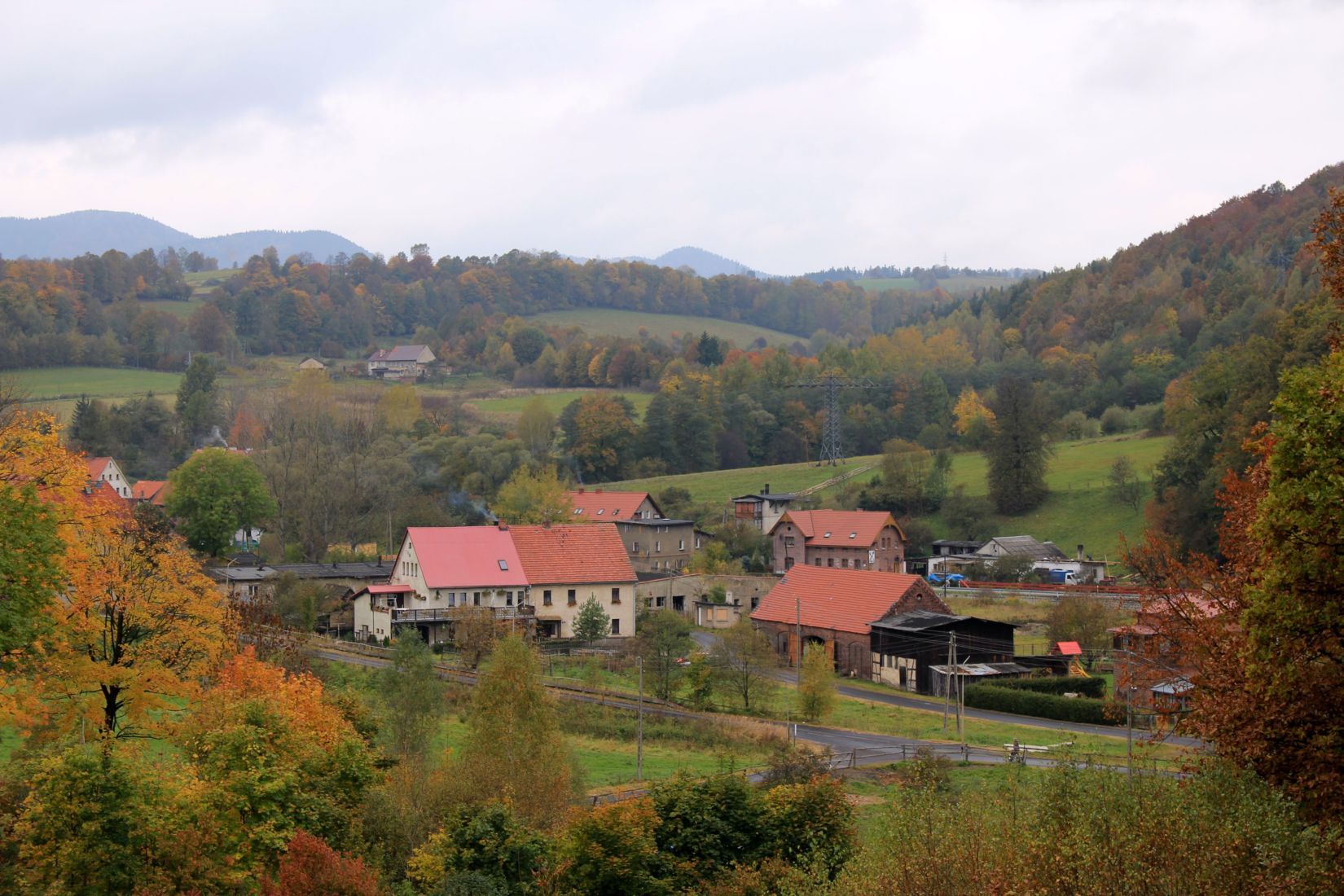
Gesamtansicht
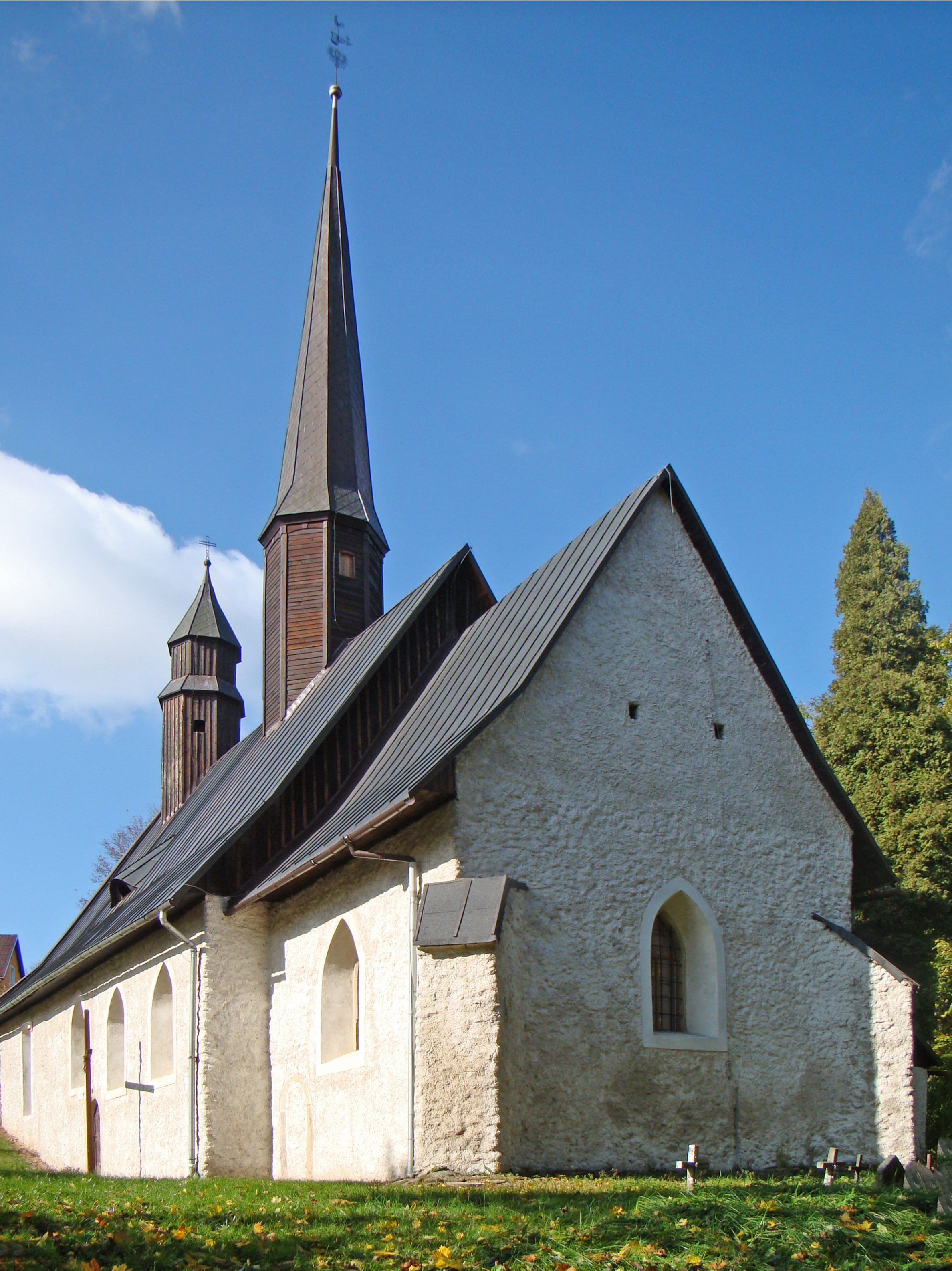
St.-Anna-Kirche